# Джекі Джойнер-Керсі
Джекі Джойнер-Керсі  (англ. Jackie Joyner-Kersee, 3 березня 1962) — американська легкоатлетка, олімпійська чемпіонка, рекордсменка світу.
Встановлений Джекі Джойнер-Керсі рекорд світу в семиборсті 7291 очок тримається з Сеульської олімпіади 1988 року.

## Виступи на Олімпіадах
| Олімпіада         | Дисципліна        | Місце  |
| ----------------- | ----------------- | ------ |
| Лос-Анджелес 1984 | стрибки у довжину | 5      |
| Лос-Анджелес 1984 | семиборство       | 2      |
| Сеул 1988         | стрибки у довжину | 1      |
| Сеул 1988         | семиборство       | 1      |
| Барселона 1992    | стрибки у довжину | 3      |
| Барселона 1992    | семиборство       | 1      |
| Атланта 1996      | стрибки у довжину | 3      |
| Атланта 1996      | семиборство       | участь |